# Чертов, Виктор Фёдорович
Ви́ктор Фёдорович Че́ртов (род. 7 августа 1954, Новообинка) — российский учёный-методист, исследователь в области методики преподавания литературы. Доктор педагогических наук (1996), профессор (1999), заведующий кафедрой методики преподавания литературы Института филологии МПГУ.

## Биография
В 1975 году Виктор Фёдорович Чертов окончил историко-филологический факультет Барнаульского государственного педагогического института по специальности «учитель русского языка и литературы».
Учительствовал по распределению в Озёрской школе-интернате Тальменского района Алтайского края. Преподавал на кафедре литературы Барнаульского государственного педагогического института.
В 1981 году поступил в аспирантуру Московского педагогического института им. В. И. Ленина, где в декабре 1984 года защитил кандидатскую диссертацию по теме «Пути формирования читательских интересов учащихся 4-7 классов (на материале русской и зарубежной классики)».
В марте 1996 года защитил докторскую диссертацию «Литература как предмет преподавания в русской школе XIX — начала XX в. (истоки, эволюция, концепции учебного курса)».
Виктор Фёдорович возглавляет Диссертационный совет Д 212.154.08 при МПГУ по защите докторских и кандидатских диссертаций по специальности «Методика обучения и воспитания (русский язык и литература)».
В сентябре 2007 года назначен проректором по научной работе.
С 2010 года является проректором по международной деятельности и общественным связям МПГУ.
В 2020 году Виктор Фёдорович возглавил рецензируемый научно-методический журнал «Литература в школе».
Виктор Фёдорович был назначен директором Федерального центра научно-методического сопровождения педагогических работников (ФЦ НМС) на базе Московского педагогического государственного университета (с 2021 года).
Руководитель авторского коллектива по созданию линии учебно-методических комплектов по литературе для общеобразовательных учреждений (5-9, 10-11 классы).